# Гомес, Джонатан
Джонатан Херман Гомес Мендоса (англ. и исп. Jonathan German Gómez Mendoza; 1 сентября 2003, Норт-Ричленд-Хилс, Техас, США) — американский футболист, левый защитник клуба ПАОК и сборной США.

## Карьера

### Клубная карьера
Гомес присоединился к академии футбольного клуба «Даллас» в 2016 году в возрасте 12 лет. В 2019 году начал привлекаться в фарм-клуб «Норт Тексас», дебютировав в Лиге один ЮСЛ 29 мая в матче против «Торонто II».
5 марта 2020 года Гомес подписал контракт с клубом Чемпионшипа ЮСЛ «Луисвилл Сити». Дебютировал за «Лу Сити» 12 июля в матче против «Питтсбург Риверхаундс», выйдя на замену на 83-й минуте вместо Брайана Аунби. 19 июня 2021 года в матче против «Талсы» забил свой первый гол в профессиональной карьере. По итогам сезона Чемпионшипа ЮСЛ 2021 Гомес был включён в первую символическую сборную и был признан молодым игроком года.
30 сентября 2021 года было объявлено о переходе Гомеса в клуб испанской Ла Лиги «Реал Сосьедад» в январе 2022 года. По сведениям The Athletic сумма трансфера составила около $100 тыс. Игрок подписал контракт до конца сезона 2024/25 и первоначально будет выступать за «Реал Сосьедад B» в Сегунде.

### Международная карьера
В 2019 году привлекался в сборные США и Мексики до 16 лет.
В конце мая 2021 года тренировался со сборной Мексики.
Гомес был включён в расширенную заявку сборной США на Золотой кубок КОНКАКАФ 2021 из 59-ти игроков, но в окончательный состав из 23-ти игроков не попал.
В октябре 2021 года сыграл в двух товарищеских матчах сборной Мексики до 20 лет.
3 декабря 2021 года Гомес был вызван в тренировочный лагерь сборной США. 18 декабря в товарищеском матче со сборной Боснии и Герцеговины, завершавшем лагерь, дебютировал за сборную США, выйдя на замену на 84-й минуте вместо Джорджа Белло.

## Достижения
Командные
 «Норт Тексас»
- Чемпион Лиги один ЮСЛ: 2019
- Победитель регулярного чемпионата Лиги один ЮСЛ: 2019

Индивидуальные
- Член первой символической сборной Чемпионшипа ЮСЛ: 2021
- Молодой игрок года в Чемпионшипе ЮСЛ: 2021

## Статистика
| Выступление      | Выступление      | Выступление      | Лига | Лига | Кубок | Кубок | Прочие | Прочие | Итого | Итого |
| Клуб             | Лига             | Сезон            | Игры | Голы | Игры  | Голы  | Игры   | Голы   | Игры  | Голы  |
| ---------------- | ---------------- | ---------------- | ---- | ---- | ----- | ----- | ------ | ------ | ----- | ----- |
| Норт Тексас      | USL1             | 2019             | 8    | 0    | —     | —     | 1      | 0      | 9     | 0     |
| Луисвилл Сити    | USLC             | 2020             | 10   | 0    | —     | —     | —      | —      | 10    | 0     |
| Луисвилл Сити    | USLC             | 2021             | 26   | 2    | —     | —     | 3      | 0      | 29    | 2     |
| Луисвилл Сити    | Итого            | Итого            | 36   | 2    | —     | —     | 3      | 0      | 39    | 2     |
| Реал Сосьедад B  | Сегунда          | 2021/22          | 0    | 0    | —     | —     | —      | —      | 0     | 0     |
| Всего за карьеру | Всего за карьеру | Всего за карьеру | 44   | 2    | —     | —     | 4      | 0      | 48    | 2     |

## Личные сведения
Старший брат Джонатана — Джохан, также футболист.